# Darreh-ye Suf
Darreh-ye Suf é uma cidade do norte Afeganistão, localizada na província de Balkh.